# محوطه قلی خان
محوطه قلی خان مربوط به سده‌های اولیه دوران‌های تاریخی پس از اسلام است و در شهرستان ایجرود، بخش مرکزی، دهستان گلابر، ۲۴۷۰ متری جنوب غربی روستای سها واقع شده و این اثر در تاریخ ۱۵ دی ۱۳۸۷ با شمارهٔ ثبت ۲۴۰۸۱ به‌عنوان یکی از آثار ملی ایران به ثبت رسیده است.